# Терваярви
Те́рвая́рви (фин. Tervajärvi) — посёлок в Лахденпохском районе Карелии. Административно относится к Куркиёкскому сельскому поселению.

## Общие сведения
Расположен на восточном берегу озера Терваярви. Через посёлок проходит дорога местного значения 86К-119 («Элисенваара — госграница»). Расстояние до Элисенваары — 19 км, до города Лахденпохья — 24 км.
В переводе с финского языка название посёлка переводится как смоляное озеро.
В урочище Райвимяки (6 км от Элисенваара) находится гранитный карьер.

## Население
| 2002 | 2009 | 2010 | 2013 |
| ---- | ---- | ---- | ---- |
| 20   | ↘9   | ↗15  | →15  |

## Улицы
В посёлке всего лишь одна улица — Центральная.